# モンゴル人民革命党 (2010-)
モンゴル人民革命党（モンゴルじんみんかくめいとう、モンゴル語: Монгол Ардын Хувьсгалт Нам）は、モンゴル国の政党。

## 概要
社会主義時代の独裁政党であるモンゴル人民革命党は民主化後、社会主義インターナショナルへの加盟などを通じて社会民主主義政党へ転換していった。
2010年11月5日に党名から「革命」の語を削除し「モンゴル人民党」へ改称したが、執行部の方針に反発したナンバリーン・エンフバヤル前大統領らが人民革命党の名を掲げ分裂、事実上の新党が結成された。2012年総選挙ではモンゴル民族民主党と「公正連合」を結成し選挙戦に臨み11議席を獲得した。
2020年3月、市民の勇気・緑の党・モンゴル伝統連合党の3党で「我らの連合」を結成し、2020年6月の選挙によって、1議席獲得した。
2021年にモンゴル人民党に再統合された。

## 外部サイト
- 公式サイト （モンゴル語）